# Bailando en mis bragas invisibles
Bailando en mis bragas invisibles (título original en inglés: Dancing in my Nuddy-Pants) es el cuarto libro de la serie de Los diarios de Georgia Nicolson, escrito por la autora británica Louise Rennison. El libro se publicó en mayo de 2004 en España.
Tras su publicación en 2004 en Estados Unidos consiguió vender más de 80.000 libros, siendo número uno en la lista de best-sellers del New York Times.